# Шведсько-московська війна (1610—1617)
Шведсько-московська війна 1610–1617 років, Іжорська війна (швед. Ingermanländska kriget, рос. Русско-шведская война (1614—1617)) — період Смутного часу в Московському царстві, коли відбулася спроба посадити шведського герцога на Московський престол.
Війна мала два етапи:
- 1610—1611 роки — після походу Якоба Делаґарді, завершився окупацією Карельської та Іжорської землі, Новгорода.
- 1611—1617 — після коронації молодого шведського короля Густава Адольфа, завершилася підписанням 27 лютого 1617 року Столбовского мирного договору.

## Передумови
Під час смутного часу Московське царство звернулося до Шведської імперії з проханням військової допомоги. В результаті протягом 1609 року у Виборзі між Шведською імперією і Московським царством було укладено Виборзький трактат, за умовами якого Швеція в обмін на фортецю Корела з повітом повинна була надати корпус найманців. Утримання корпусу мало забезпечувати Московське царство.
У секретному протоколі до Виборзького трактату обумовлювалося, що через 11 тижнів після початку надання допомоги фортеця і місто Корела будуть передані шведській строні. На виконання цього договору в 1609 - на початку 1610 року Шведська імперія знарядила 12 тис. експедиційний корпус під командуванням генерал-лейтенанта Якоба Делаґарді.
Московська влада порушила умови Виборзького трактату: в обумовлений термін і опісля місто Корела шведській стороні передане не було, також виникали затримки виплат Москвою щодо утримання війська.

## Похід Делагарді
25-26 березня 1609 року експедиційний корпус Делагарді, відповідно до умов Виборзького трактату, перейшов кордон Московського царства і рушив до Новгорода на з'єднання з військом Василя Шуйського, яким командував Михайло Скопин-Шуйський. В Новгороді Делаґарді отримав вірчі грамоти та частку оплати на утримання війська (що викликало невдоволення у війську Делаґарді).
2 травня Делаґарді та московське військо рушили до обложеної прихильниками Лжедмитрія II Москви, вступаючи в сутички з прихильниками Лжедмитрія (під Кам'янкою, Торжком, Твер'ю). На середину літа через затримку платні в корпусі Делаґарді виникли бунти найманців — спочатку фінів, а потім французів і німців, частина з них покинула корпу; таким чином в корпусі лишилося близько 1200 вояків, які були змушені проживати грабуванням місцевого населення.
Надалі корпус брав участь у битвах проти прихильників Лжедмитрія II під Калязіним та в деблокуванні Москви.
4 липня 1610 року корпус Делагарді в складі війська Дмитра Шуйського (брата московського царя Василя Шуйського) брав участь у битві під Клушином на Смоленщині з польським військом гетьмана Станіслава Жолкевського, але був покинутий сам на сам — близько 30 тис. московського війська розбіглося по лісах, а Дмитро Шуйський з 5000 стрільців і 18 гарматами просидів у власному обозі. В результаті, корпус Делаґарді, відносно якого не були виконані умови договору і який на той момент не отримував платні, капітулював перед поляками і, зберігши зброю, вийшов з бою (частина найманців з війська Делагарді, в основному, англійських, приєдналась до війська Жолкевського).
17 серпня московські бояри визнали царем королевича Владислава. Для Делаґарді це означало зближення Московського царства і Речі Посполитої, з якою Шведська імперія перебувала в стані війни, тому, вже на початку серпня, враховуючи інструкції короля, він попрямував до Корели, маючи намір взяти обіцяне силою. Не маючи достатньо сил (через дезертирство фінів, французів та німців, та перехід англійців на бік Жолкевського), Делаґарді з вересня 1610 року по березень 1611 року утримував фортецю в облозі, в результаті якої гарнізон Корели здався.

## Війна за часів Густава II Адольфа Ваза
В вересні 1611 року П'єр де Лавіль, командир французьких найманців з корпусу Делагарді, захопив московську фортецю Стара Ладога. Цього ж року на Неві Делагарді заклав нове місто Ніен і фортецю Нієншанц (на місці сучасного Санкт-Петербургу).
8 липня 1611 року корпус Делагарді штурмом взяв Новгород. Новгородці «мимоволі обрали своїм государем шведського королевича Карла Філіпа або Густава Адольфа, виявляючи надію, що і інші частини Московської держави оберуть його собі в царі». 17 липня від імені Карла IX і Новгорода, з відома Бояр і народу Московського, був укладений договір про перехід Новгорода під владу Шведської імперії.
В травні 1612 року шведи взяли фортецю Орешек.
В 1613 року шведи підійшли до Тихвина і безуспішно обложили місто. Восени 1613 з Москви в похід на Новгород, захоплений шведами 1611 року, виступило військо боярина князя Дмитрія Трубецького. У Торжку, де Трубецькой залишався кілька місяців, армія поповнилася. Між дворянською частиною війська і козаками, а також між різними групами козаків відбувалися гострі зіткнення. На початку 1614 року багато козацьких загонів, мабуть, давно не отримували платні, вийшли з-під контролю царських воєвод. Тим часом, шведи захопили Гдов.
На початку 1615 року шведи спробували взяти Псков, влітку відбулась ще одна спроба, військом командував генерал Еверт Горн (був смертельно поранений під час штурму). Псков протримався до 27 лютого 1617 року, коли був укладений Столбовський мир, за умовами якого Московське царство втрачало доступ до Балтійського моря і міста Івангород, Ям, Копор'є, Орєшек. Новгород і Гдов були повернуті Московії.
У результаті війни Московське царство на 100 років позбулося виходу до Балтійського моря.